# 博蒙特冰川
72°2′S 62°0′W / 72.033°S 62.000°W
博蒙特冰川（英語：Beaumont Glacier），是南極洲的冰川，位於帕爾默地，最終注入希爾頓灣西南部，在1940年由美國研究隊發現和拍攝空中照片，現時由南極條約體系管理。